# Rhodeus smithii
Rhodeus smithii е вид лъчеперка от семейство Шаранови (Cyprinidae). Видът е критично застрашен от изчезване.

## Разпространение
Видът е разпространен в застояли води във вътрешните реки на Япония.